# Söhne und Liebhaber (Roman)
Söhne und Liebhaber (Originaltitel: Sons and Lovers) ist ein Roman des britischen Schriftstellers D. H. Lawrence, der erstmals 1913 im Verlag Gerald Duckworth and Company erschien. Es war Lawrences dritter Roman und wird heute allgemein als sein frühes Meisterwerk bezeichnet, obwohl er nach der Erstveröffentlichung lediglich indifferente Kritiken erhielt und von vielen als obszön geschmäht wurde.
Als die Modern Library 1999 eine Liste der hundert besten Romane der englischen Sprache des 20. Jahrhunderts aufstellte, platzierten sie Söhne und Liebhaber auf Rang 9 vor Werken von John Steinbeck und Malcolm Lowry. Dies zeigte, dass sich Lawrence postum schließlich davon lösen konnte, ein obszöner Dichter für Frauen gewesen zu sein; ein Ruf, den ihm sein 1928 erschienener Roman Lady Chatterleys Liebhaber eingebracht hatte.
1925 erschien im Insel Verlag in Leipzig eine deutsche Übersetzung von Franz Franzius, 1932 im selben Verlag eine weitere Übertragung von Georg Goyert.
Der Roman ist ein Bildungs- und Künstlerroman, der den Werdegang Paul Morels schildert und sein Verhalten zu Frauen, insbesondere zu seiner Mutter, der langjährigen Freundin Miriam und der verheirateten, aber in Trennung lebenden Clara Dawes.

## Handlung

### Teil I
Im ersten Teil wird überwiegend die junge Ehe der Morels beschrieben. Walter Morel arbeitet in den Gruben als Bergarbeiter und gerät oft mit seiner Frau in Streit. Diese wendet sich daraufhin intensiv ihren Kindern zu; ihre Söhne William und Paul haben beide eine sehr enge Bindung zu ihr. William versucht, sich dem Einfluss der Mutter zu entziehen, indem er auf Tanzabende geht und versucht, sich auch ohne sie zu amüsieren. Als er nach London zieht, um dort zu wohnen und zu arbeiten, wird ihr zweiter Sohn Paul mehr ins Geschehen genommen. Dennoch hält William einen intensiven Briefkontakt zur Mutter und berichtet ihr auch von seinem Verhältnis zu anderen Frauen. Er stirbt schließlich jung kurz nach einem Besuch mit seiner Verlobten. Frau Morel ist davon schwer getroffen, findet ihren Lebenssinn jedoch schließlich in ihrer Beziehung zu ihrem zweiten Sohn Paul wieder.

### Teil II
Paul Morel tritt langsam ins Leben, als er eine Anstellung als Gehilfe in einer Strumpffabrik in Nottingham annimmt. Er leidet gesundheitlich sehr unter den langen Arbeitszeiten und der Anreise, doch er fühlt sich in der Fabrik voller Frauen wohl und flirtet oft und gerne mit ihnen. Derweil unterhält er eine intime Beziehung zu Miriam, einem gleichaltrigen Mädchen auf einem Bauernhof in der Nähe. Er betont mehrfach jedoch vor ihr und anderen, dass es sich nur um eine freundschaftliche Beziehung handle. Die Liebe zwischen den beiden wird von Pauls Zugehörigkeit zur Mutter überschattet und blüht nie richtig auf. Dennoch bekommt Paul das Schuldbewusstsein, Miriam entweder ganz für andere Männer freizumachen oder sie zu heiraten.
Paul widmet sich unterschiedlichen Steckenpferden, leidenschaftlich malt er und gewinnt sogar einen Preis und ist in der Lage, mehrere seiner Bilder zu verkaufen. Das Motiv, das Paul als Maler zeigt, wird im Laufe des Romans immer wieder erwähnt. Paul ist inzwischen eng mit Clara Dawes befreundet. Sie ist etwas älter als er und lebt in Trennung von ihrem Ehemann. Sie ist eine Frauenrechtlerin, die sich jedoch nicht aktiv an Protesten beteiligt. Sie ist sehr eitel und kommt nicht mit den anderen Arbeiterinnen in der Strumpffabrik klar, die sie für eitel halten und verächtlich die Königin von Saba nennen. Sie ist es schließlich, die Paul dazu bringt, seine Beziehung zu Miriam neu zu überdenken. Gegen Ende des zweiten Teils gesteht er vor sich und Miriam sich seine Liebe zu dem Mädchen ein und als sie ein Wochenende zusammen in einer Hütte verbringen, leben sie wie Mann und Frau zusammen und er schläft sogar mit ihr. Als die Mutter kränkelt, beweist Paul jedoch schließlich, dass seine tiefste Liebe der Mutter gehört.

### Teil III
Obwohl er zeitweilig plante, Miriam zu heiraten, beschließt er schließlich, mit ihr Schluss zu machen, da die Beziehung zu nichts führe und er sie nicht liebe. Seine Mutter spricht ihm Mut zu diesem Schritt zu; sie konnte Miriam nie leiden und ertrug den Gedanken nicht, mit ihr ihren Paul zu teilen. Die Trennung verläuft schmerzvoll und Miriam wirft ihm vor, dass sie von Anfang an gewusst habe, dass nichts aus der Beziehung entstehen würde. Paul widmet sich in der folgenden Zeit intensiver Clara. Die beiden werden schließlich ein Paar, doch ihre Liebe wird von Claras Ehe überschattet. Obwohl Pauls Mutter gut mit Clara auskommt, kommt sie nicht darüber hinweg, ihn darauf hinzuweisen, dass sie bereits verheiratet ist. Eine Scheidung lehnt sie derweil ab. Es kommt eines Abends auf einem Feld schließlich zu einer Schlägerei zwischen Paul und ihrem Ehemann Baxter Dawes, der inzwischen von seiner Geliebten verlassen wurde und sehr heruntergekommen ist. Nach dem Fäustekampf der Nebenbuhler beginnen die beiden Männer, sich gegenseitig zu akzeptieren und zu vertragen. Als Dawes eines Tages an Typhus erkrankt, besucht ihn Paul, da er sonst niemanden hat. Mit der Zeit entwickelt sich zwischen den beiden eine seltsame Freundschaft. Derweil ist Pauls Mutter an Krebs erkrankt, und obwohl der Arzt meint, sie werde nicht mehr lange leben, weigert sie sich, zu sterben. Paul ersehnt ihren baldigen Tod, um sich endlich ganz ihrem Einfluss zu entziehen. Dennoch kann er sich eine Welt ohne sie nicht vorstellen. Sie stirbt schließlich, nachdem Paul ihr eine Überdosis Morphium eingeflößt hat. Zunächst empfindet er ihren Tod als Erlösung, doch an seinem Verhalten zu Frauen ändert sich nichts. Er realisiert, dass die Beziehung zu Clara aus ist, und daher sorgt er dafür, dass sie zurück zu ihrem Mann geht. Paul verwahrlost langsam und sehnt sich danach, zu seiner Mutter zurückzukehren; er entwickelt eine suizidale Denkweise. Als er Miriam wieder sieht, schlägt diese ihm eine Ehe vor, um ihn zu retten. Er lehnt ab. Paul beschließt am Ende jedoch, einen Neuanfang ohne die Mutter zu wagen; mit diesem Entschluss endet der Roman.

## Verfilmungen
Jack Cardiff inszenierte 1960 eine Verfilmung des Romanes mit Dean Stockwell in der Rolle als Paul Morel. Die Adaption wurde sehr wohlwollend von Kritik und Publikum aufgenommen und trug auch zur Neubewertung des Romanes und Lawrences Gesamtwerk bei.
- Sons and Lovers (1960, Großbritannien), Regie: Jack Cardiff, mit Dean Stockwell, Wendy Hiller, Heather Sears und Mary Ure
- Eine egoistische Liebe (1973, Bundesrepublik Deutschland), Regie: Wolfgang Liebeneiner, mit Wolfram Weniger, Irmgard Först, Anita Lochner und Christiane Hörbiger
- Masterpiece Theatre: Sons and Lovers (1983, Mini-Fernsehserie, Großbritannien), mit Karl Johnson, Eileen Atkins, Leonie Mellinger und Lynn Dearth

## Hörspiele
- Söhne und Liebhaber (2012); Regie: Ulrich Lampen; Bearbeitung (Wort): Helmut Peschina; Mitwirkende: Michael Rotschopf – Erzähler, Angela Winkler – Mrs. Morel, Wolf-Dietrich Sprenger – Walter Morel, Patrick Güldenberg – Paul, Andreas Pietschmann – William, Valery Tscheplanowa – Lily Western, Effi Rabsilber – Annie, Anne Müller – Miriam Leivers, Josefin Platt – Mrs. Leivers, Felix von Manteuffel – Mr. Jordan, Michael Benthin – Mr. Pappleworth. u. a.; Musik: Karolina Weltrowska (Geige), Christoph Emmanuel Langheim (Bratsche), Claude Frochaux (Cello), Hannes Biermann (Kontrabass); Produktion: HR[4]